# Perlmutter Izsák
Perlmutter Izsák (Pest, 1866. július 2. – Budapest, 1932. április 13.) magyar festőművész.

## Családja
Zsidó családban született. Apja, Perlmutter Gyula is műkedvelő festő volt, aki Párizsban is tanulmányozta a festészetet. Édesanyja Gruber Karolina. Anyai ágon is jómódú felmenőkkel rendelkezett, apai nagyapja, Perlmutter Jakab az 1850-es évektől számtalan bérháznak volt a tulajdonosa, egy ideig a Kőbányai Sörgyárat is birtokolta, tőle vásárolta meg később Dreher Antal.

## Tanulmányai, élete és munkássága

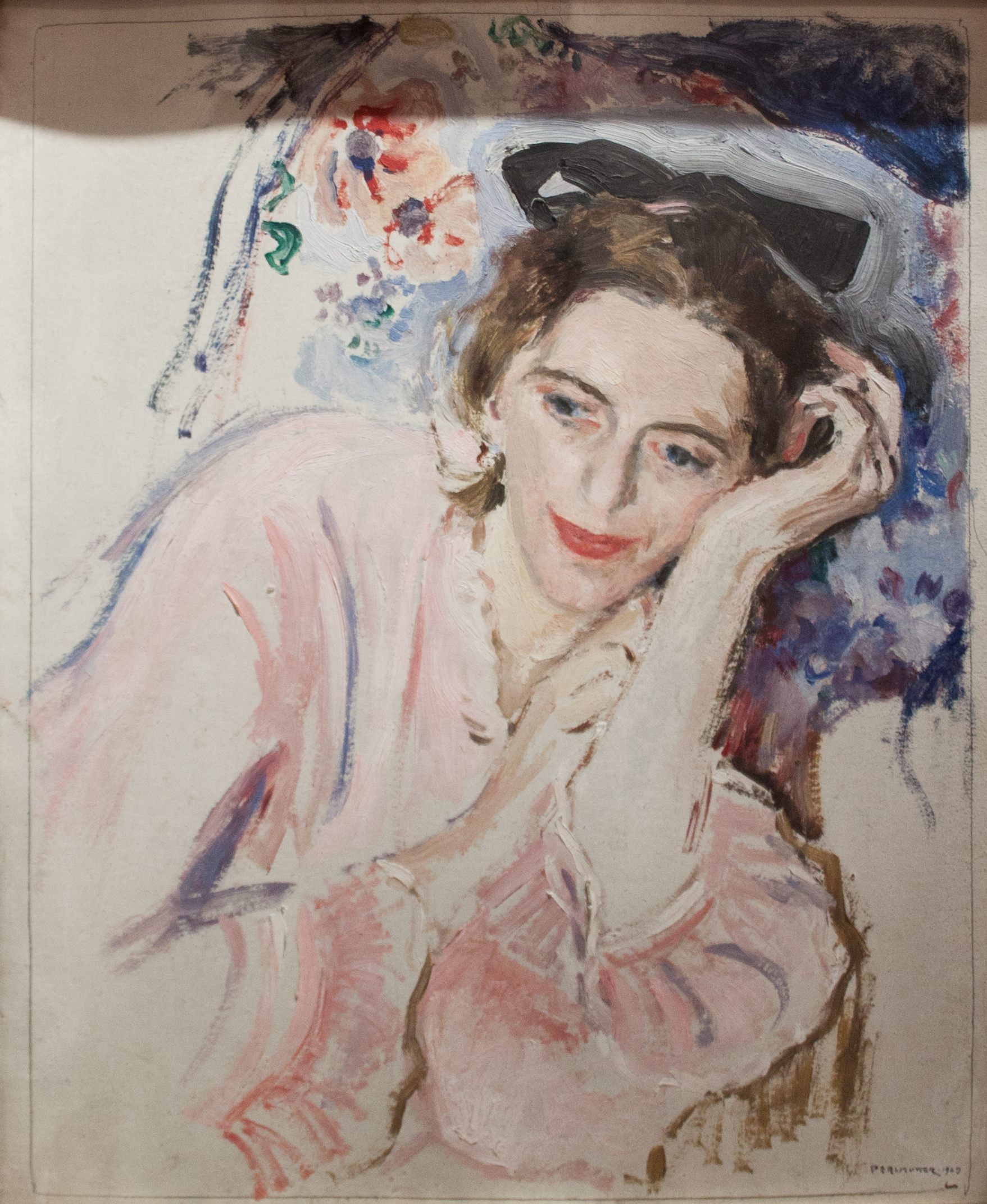
Nevelt lánya, Cleo

Festői tanulmányait Budapesten kezdte, majd a párizsi Julian Akadémián folytatta. Magyarországra visszatérve Bihari Sándor mellett dolgozott, majd ismét Párizsba ment. 1898-ban Hollandiába költözött, ahol Jozef Israëls volt rá nagy hatással. Először a  lareni művésztelepen telepedett le, majd továbbköltözött Vollendamba, ahol önállóan dolgozott. Itt festette a Magyar Nemzeti Galéria gyűjteményében található Ima című képét, valamint a Zsidó Múzeumban látható Vasárnapi látogatás-t. A hollandiai művek közös jellemzői a sötét árnyalatok és erős színek.
1900-ban összeházasodott Foltány Máriával, és örökbe fogadta felesége lányát, Reiszner Gizellát, akit Cleonak nevezett, és számos portrét festett róla. Családjával 1904-ben hazatért Magyarországra. Először a szolnoki művésztelepen alkotott. Itt főleg életképeket, tájképeket, paraszti enteriőröket festett. Ezek közül három a Magyar Nemzeti Galériában található. Ezután Besztercebányán dolgozott. Később Rákospalotán a Villasoron rendezte be otthonát. Ebből a periódusából több paraszti portréja ismeretes. Sorozatokat is készített családjáról, házáról és kertjéről. Ezekre – a korábbi hollandiai képektől eltérően – a fény és az élénk színek jellemzőek, például a nevelt lányát, Cleót ábrázoló képeken. Ezek a művei a magyar szecessziós festészethez sorolhatók. Végül Budapesten telepedett le, de innen a környék falvait is járta témák után kutatva.
1932 tavaszán hunyt el tüdőgyulladásban. Végrendeletében festményeit, villáját, valamint az Andrássy út 60. szám alatti bérpalotáját (jelenleg a Terror Háza Múzeum) a zsidó hitközségre hagyta, azzal a kikötéssel, hogy vagyona háromnegyed részét idős, munkaképtelen művészek segítésére fordítsák. A fennmaradó egynegyed részből zsidó múzeum létrehozásáról rendelkezett.

## Kiállításai
Önarcképei is fontos helyet foglalnak el munkásságában, egyet ezekből a firenzei Uffizi képtár vásárolt meg. Számos kiállítása szerzett elismerést művészetének: Berlinben, Brémában, Párizsban, Münchenben, Rotterdamban. A Szinyei Merse Pál Társaság tagjává választotta, bár nem kedvelte a festői csoportosulásokat, inkább önállóan alkotott.
2003-ban a Magyar Zsidó Múzeum és Levéltár megrendezte életmű-kiállítását 32 festményét bemutatva. 2013 novemberében a Kieselbach Galéria bemutatta Kövesi István amatőr műgyűjtő addig rejtőző kollekcióját, benne számos Perlmutter-képpel.

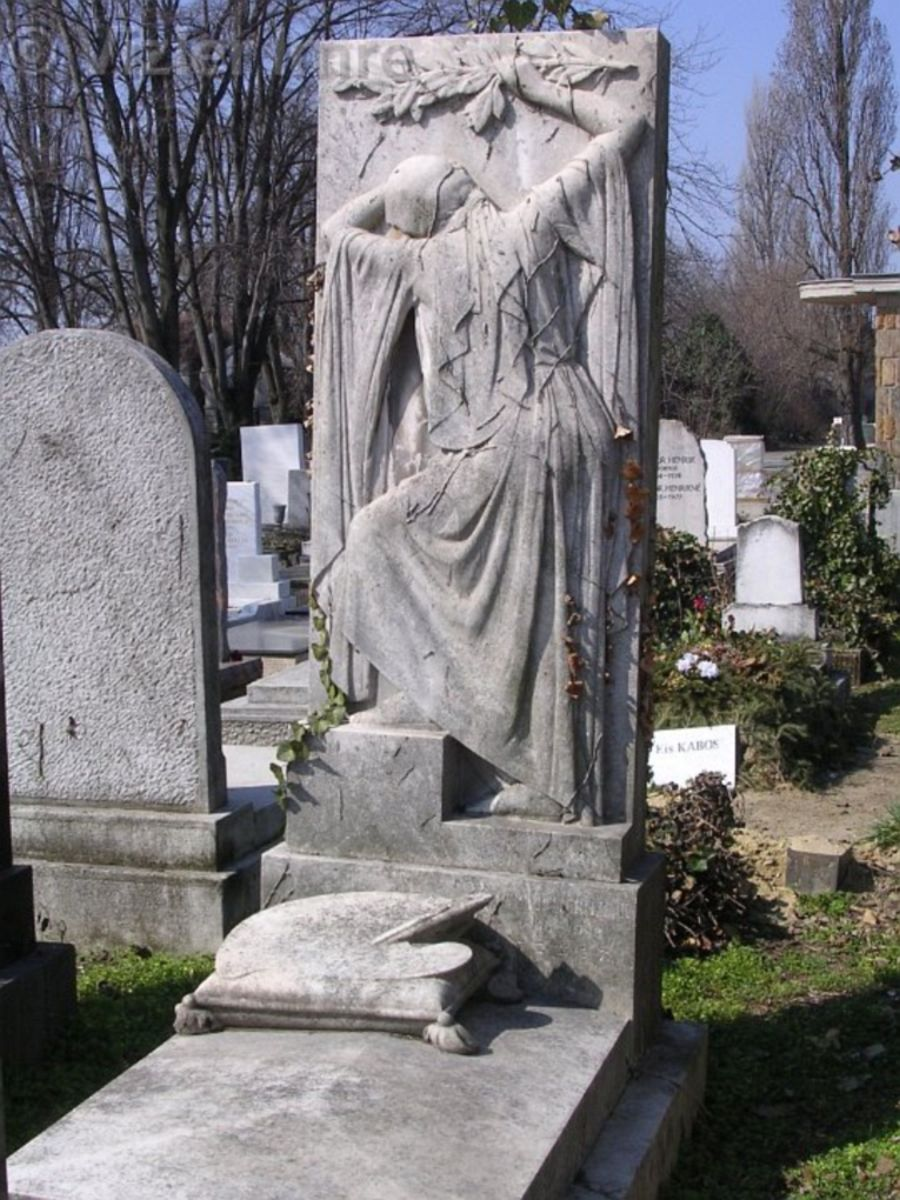
Sírja a Kozma utcai izraelita temetőben (5B-11-13).